# Joop Brand
Joop Brand (Rotterdam, 11 juni 1936) is een voormalig Nederlands voetballer en voetbaltrainer.

## Spelerscarrière
Brand begon als verdediger bij Xerxes waar hij in 1954 in het eerste team kwam. Medio 1955 ging hij naar D.F.C.. Brand ging in 1957, mede vanwege zijn studie aan het CIOS in Overveen naar HVC. Hij was werkzaam als sportinstructeur bij het Regiment Huzaren Prins Alexander. In 1960 keerde Brand terug bij D.F.C. In 1961 werd hij verkocht aan Heracles. Daar werd hij aanvoerder en in april 1963 speler-trainer tot het einde van het seizoen na het vertrek van Jaap van der Leck. In het seizoen 1963/64 was hij naast speler tevens jeugdtrainer. Begin 1964 wilde SVV hem aantrekken als hoofdtrainer maar Brand kreeg geen licentie. Medio 1964 stopte hij als speler en koos definitief voor het trainerschap.

## Carrièrestatistieken
| Seizoen         | Club            | Land            | Competitie                   | Competitie | Competitie | Beker | Beker | Internationaal | Internationaal | Overig | Overig | Totaal | Totaal |
| Seizoen         | Club            | Land            | Competitie                   | Wed.       | Dlp.       | Wed.  | Dlp.  | Wed.           | Dlp.           | Wed.   | Dlp.   | Wed.   | Dlp.   |
| --------------- | --------------- | --------------- | ---------------------------- | ---------- | ---------- | ----- | ----- | -------------- | -------------- | ------ | ------ | ------ | ------ |
| 1954/55         | Xerxes          | Nederland       | Eerste klasse C (Afgebroken) | –          | 0          | –     | –     | –              | –              | 0      | 0      | –      | 0      |
| 1954/55         | Xerxes          | Nederland       | Eerste klasse D              | –          | 0          | –     | –     | –              | –              | 0      | 0      | –      | 0      |
| 1955/56         | D.F.C.          | Nederland       | Hoofdklasse B                | –          | 0          | –     | –     | –              | –              | 0      | 0      | –      | 0      |
| 1956/57         | D.F.C.          | Nederland       | Eerste divisie B             | –          | 0          | –     | 0     | –              | –              | 0      | 0      | –      | 0      |
| 1957/58         | HVC             | Nederland       | Eerste divisie A             | –          | 1          | –     | 0     | –              | –              | 0      | 0      | –      | 1      |
| 1958/59         | HVC             | Nederland       | Eerste divisie B             | –          | 2          | –     | 1     | –              | –              | 0      | 0      | –      | 3      |
| 1959/60         | HVC             | Nederland       | Eerste divisie A             | –          | 3          | –     | –     | –              | –              | 0      | 0      | –      | 3      |
| 1960/61         | D.F.C.          | Nederland       | Eerste divisie A             | 16         | 3          | –     | 0     | –              | –              | 0      | 0      | –      | 3      |
| 1961/62         | Heracles        | Nederland       | Eerste divisie B             | –          | 3          | –     | 0     | –              | –              | 0      | 0      | –      | 3      |
| 1962/63         | Heracles        | Nederland       | Eredivisie                   | 30         | 1          | –     | 0     | –              | –              | 0      | 0      | –      | 1      |
| 1963/64         | Heracles        | Nederland       | Eredivisie                   | 28         | 2          | –     | 0     | –              | –              | 0      | 0      | –      | 2      |
| Carrière totaal | Carrière totaal | Carrière totaal | Carrière totaal              | –          | 15         | –     | 1     | 0              | 0              | –      | –      | –      | 16     |

## Trainerscarrière
In 1961 rondde Brand het CIOS in Overveen af waar hij diploma's behaalde voor algemene sportleider, massage, voetbal en atletiek. Bij zijn club Heracles Almelo werd hij aangesteld als jeugdtrainer. Na het vertrek van hoofdtrainer Jaap van der Leck fungeerde hij vanaf april 1963 als speler-trainer en wist Heracles van degradatie uit de Eredivisie te behoeden. In 1964 werd hij assistent-trainer bij Go Ahead onder František Fadrhonc en hield zich tevens bezig met de jeugdopleiding. In september 1964 slaagde Brand voor het trainersdiploma A van de KNVB waar in een groep van 10 cursisten hij enkel met Rinus Michels en Wiel Coerver slaagde. Hij was naast zijn werkzaamheden bij Go Ahead tot en met 1966 tevens jeugdtrainer van de afdelingen Gelderland en Zwolle van de KNVB (14-17 jaar). Begin 1967 wilde Go Ahead niet meewerken aan een overstap naar Feijenoord waar Brand als hoofdtrainer Willy Kment moest opvolgen. Eind 1968 pleitte hij voor de invoering van een winterstop in de competitie. Medio 1969 blokkeerde Go Ahead een overgang van Brand naar Telstar waar hij hoofdtrainer kon worden. In december werd wel overeenstemming bereikt over een overstap van Brand naar DWS waar hij Leslie Talbot opvolgde als trainer. Vanwege een vakantie van Fadrhonc fungeerde Brand twee wedstrijden zowel als trainer van Go Ahead als van DWS. Tussen 1971 en 1973 trainde hij FC Haarlem. Hierna werd Brand trainer van AZ '67 waar hij veel jonge talenten in het elftal wist te brengen. In 1976 werd hij fulltime docent het CIOS in Overveen. Daarvoor was hij al parttime verbonden aan het CIOS. Daarnaast werd Brand parttime technisch directeur bij FC Volendam. Daar raakte hij begin 1978 in opspraak over afspraken bij een transfer. Dit werd uitgesproken maar Brand vertrok wel na afloop van het seizoen. In december 1976 viel Brand af om begin 1977 ad-interim als bondscoach van het Nederlands elftal te fungeren omdat enkele prominente internationals hem te onervaren vonden. Medio 1978 keerde hij terug bij Go Ahead Eagles als partime hoofdtrainer. Deze dubbelfunctie leidde af en toe tot problemen. Zo mistte hij in december 1978 een competitiewedstrijd omdat hij met leerlingen van het CIOS in Oostenrijk was op ski-stage. Assistent Ruud Geestman zat toen op de bank. Medio 1979 gaf hij vanwege het reizen vanuit zijn woonplaats Haarlem al aan te twijfelen over zijn aanblijven bij Go Ahead Eagles. In februari 1980 werd zijn contract hierom ontbonden. In maart 1983 werd hij, na aanvankelijk hier afwijzend tegenover te staan, ad-interim hoofdtrainer bij Sparta Rotterdam. Hij was op dat moment al door Telstar gecontracteerd om vanaf medio 1980 hoofdtrainer te worden. In 1983 keerde Brand terug bij AZ waar hij coördinator van de scouting en de jeugdopleiding werd. Vanaf 1984 ging hij naast de jeugdopleiding ook het tweede elftal trainen. Vanaf oktober 1984 moest hij ad-interim Piet de Visser vervangen als hoofdtrainer. Voor het seizoen 1985/86 werd hij aangesteld als opvolger van De Visser. In september 1985 viel hij zelf uit vanwege oververmoeidheid en moest zich laten vervangen door zijn assistent Frits Soetekouw. Vanaf eind oktober keerde hij terug als coördinator maar Soetekouw bleef de dagelijkse leiding houden. In maart verlengden beiden hun contract met een jaar. De VVON dreigde in maart Brand te royeren als dit ook komend seizoen zo zou lopen omdat ze vonden dat Brand in deze constructie als stroman fungeerde. Nadat Soetekouw in april definitief geen dispensatie kreeg voor het komende seizoen, werd Han Berger aangetrokken als nieuwe hoofdtrainer en ging Brand zich weer op de jeugdopleiding richten. In januari 1987 ging hij wederom het tweede elftal trainen toen Louis van Gaal doorschoof naar het eerste team vanwege de afwezigheid van de nieuwe hoofdtrainer Hans Eijkenbroek. In maart 1987 wilde de Almaarse club vanwege bezuinigingen na het seizoen afscheid nemen van Brand, maar kwam hier na een beroepsprocedure van Brand in juli op terug. Als jeugdcoördinator bleef hij tot medio 1991 verbonden aan AZ en werd toen technisch adviseur bij RKSV DCG. Brand specialiseerde zich in het maken van beleidsplannen, met name voor de jeugdafdelingen. Hier was hij op vrijwillige basis bij VV Assendelft voor het eerst succesvol mee en paste dit ook toe bij DCG. In 1995 werd hij technisch directeur bij FC Haarlem. Per 1 maart 1996 werd hij interim-hoofdtrainer van VVV-Venlo waar trainer Jan Versleijen naar Japan vertrokken was en Henk van Stee per het nieuwe seizoen zou beginnen. Medio 1996 werd Brand hoofd opleidingen en technisch adviseur bij Sparta Rotterdam. In januari 1997 werd Brand interim-hoofdtrainer bij Sparta waar Henk ten Cate overgestapt was naar Vitesse. Een maand later bleek Brand dit niet te kunnen combineren met zijn werk bij het CIOS en werd Dolf Roks interim-trainer. Brand volgde Ten Cate medio 1997 naar Vitesse waar hij de jeugdopleiding ging coördineren. Op 30 januari 2003 werd Brand op staande voet ontslagen bij Vitesse nadat hij zich in een interview in Voetbal International kritisch uitgelaten had over de club en specifiek voorzitter Jos Vaessen. Brand zou vanaf medio 2003 hoofd jeugdopleidingen bij ADO Den Haag worden, maar zag daar vanaf en kreeg deze functie bij PSV. In 2006 vertrok hij bij PSV. Tussen 2012 en 2023 was Brand adviseur van de jeugdopleiding bij IJsselmeervogels.

## Erelijst
Heracles
| Nationaal      |    |         |
| Eerste divisie | 1x | 1961/62 |

 Haarlem
| Nationaal      |    |         |
| Eerste divisie | 1x | 1971/72 |